# Heinrich Opitz
Heinrich Opitz (Altenburg, 14 februari 1642 – Kiel, 24 februari 1712; ook wel: Heinrich Opitius) was een Duits theoloog en oriëntalist.

## Biografie
Heinrich Opitz is de zoon van een zijdehandelaar. Hij werd wegens zijn vroege interesse voor zang en muziek op 13-jarige leeftijd naar de hofkapel van de hertog beroepen. In 1662 begon Opitz met studeren aan de Universiteit van Wittenberg, later aan de Friedrich-Schiller-Universität Jena, waar hij in 1665 master werd. Vervolgens ging hij naar de steden Leipzig en Hamburg en ging bezig met Oriëntaalse talen. In 1667 reisde Heinrich Opitz naar Kiel. Daar werd hij privaatdocent. Weer drie jaar later maakte hij een studiereis naar Nederland en Engeland. Om meer kennis op te doen, bezocht hij de bibliotheken in Leiden en Utrecht.
In Londen bezocht hij de koninklijke bibliotheek; tegelijk sloot hij vriendschap met een andere oriëntalist, Edmund Castellus. Hierna ging Heinrich Opitz naar Oxford en excerpeerde daar Oriëntaalse handschriften. Hij keerde terug naar Kiel, maar hij vond daar geen baan, dus verhuisde verder naar Jena. Hij werkte er als adjunct van de faculteit filosofie aan de universiteit. In 1675 werd hij in Kiel hoogleraar in het Grieks, drie jaar later hoogleraar in oriëntaalse talen, en in 1689 hoogleraar en doctor in de theologie. In 1704 werd Opitz lid van de kerkenraad.
Zijn zoon, Paul Friedrich Opitz, werd op 26 maart 1684 in Kiel geboren. De zoon werd master en gewoon hoogleraar Grieks en Oosterse talen. Hij stierf in oktober 1745.

## Publicaties (selecties)
- Atrium linguae sanctae (Hamburg 1671)
- Novum lexicon Hebraeo-Chaldaeo-biblicum (Lippstadt 1692)
- Biblia Hebraica